# Archivo Histórico Universitario (Benemérita Universidad Autónoma de Puebla)
El Archivo Histórico Universitario (AHU) de la Benemérita Universidad Autónoma de Puebla resguarda la memorial institucional mediante la conservación, preservación, organización, descripción y difusión del patrimonio histórico documental, que data del siglo XVI (1578 fundación del Colegio del Espíritu Santo) hasta inicios del siglo XXI. Se fundó en marzo de 1983 instalándose en el área del tercer patio del Edificio Carolino. Debido al temblor de 1999, que causó grandes daños en la infraestructura del edificio, la administración central se vio en la necesidad de ubicar en nuevas instalaciones a diversas dependencias que albergaba, entre ellas el AHU.

## Acontecimientos
El AHU de la BUAP cuenta con un patrimonio histórico, artístico y cultural que data del siglo XVI (1587, fundación del colegio del Espíritu Santo) y que se encuentra distribuido en diferentes espacios de la misma: Museo Universitario Casa de los muñecos, Edificio Carolino, Biblioteca José María Lafragua, la Dirección de Administración Escolar, dependencias y unidades académicas y el propio AHU.
El AH tiene bajo su custodia tres fondos:
1. Fondo “Colegio del Estado” (CE), con documentos de finales del siglo XIX a abril de 1937.
2. Fondo “Universidad de Puebla” (UP), acervo que va de mayo de 1937 a –de 1956.
3. Fondo “Universidad Autónoma de Puebla (UAP), documentos de –1956 a diciembre de 1987.

Además de estos tres fondos tiene en su acervo colecciones fotográficas, de negativos en soporte de cristal y de acetato, de carteles, de audio, microfilms y daguerrotipos.[2]

## Académicos que han dirigido el AHU
- Montserrat Aymami Puig + (1982)
- Lic. Jesús Martínez y Martínez (1983)
- Lic. Jesús Márquez Carrillo (1984- 1991)
- Lic. José Luis Victoria Toscano (1991- 1993)
- Lic. José Luis León Salamanca (1993-1995)
- Lic. María del Pilar Paleta Vázquez (1995-1997)
- C. P. Alfonso Yáñez Delgado (1997-2010)
- Lic. Georgina Maldonado Lima (junio de 2010-2015)
- Mtra. María del Pilar Pacheco Zamudio

## Norma ISO 30301:2011.
Como parte de los procesos de mejora y calidad, el AHU de la BUAP recibió la certificación de la Norma ISO 30301:2011, que avala la gestión documental de su acervo, tanto en papel como en formato electrónico. Con ello, se convirtió en el primero de América Latina en recibir esta acreditación. María del Pilar Pacheco Zamudio, directora del Archivo Histórico Universitario, señaló que conscientes de la necesidad de controlar y proteger la información, así como el patrimonio que resguarda esta dependencia, encabezados por la exdirectora Georgina Maldonado Lima, el personal trabajó en equipo hasta obtenerla en noviembre de 2015.